# Вторичные формы сахарного диабета
Втори́чные фо́рмы са́харного диабе́та (или симптоматический сахарный диабет) — разнородная группа заболеваний, к которой относится сахарный диабет, встречающийся на фоне другой клинической патологии, которая может и не сочетаться с сахарным диабетом. Для большинства заболеваний из этой группы (кистозный фиброз поджелудочной железы, синдром Иценко — Кушинга, отравления некоторыми медикаментами или ядами, в том числе и гербицидами типа Vacor) этиологические факторы раскрыты. Кроме того, к этой группе заболеваний также относят и некоторые генетические (наследственные) синдромы, в том числе аномалии инсулиновых рецепторов. При вторичных формах сахарного диабета отсутствуют ассоциации с HLA-антигенами, данные за аутоиммунное поражение и антитела к островковой ткани поджелудочной железы.

## Классификация
Согласно классификации сахарного диабета (ВОЗ, 1999) и этиологической классификации сахарного диабета (Американская Диабетическая Ассоциация, 2004), различают другие типы сахарного диабета, связанные с определёнными состояниями и синдромами:
A. Генетические дефекты функции бета-клеток:
- MODY;
- Митохондриальная мутация ДНК;
- Другие дефекты.

B. Генетические дефекты в действии инсулина:
1. Резистентность к инсулину типа А;
2. Лепречаунизм;
3. Синдром Робсона — Менденхолла;
4. Липоатрофический диабет;
5. Другие дефекты.

C. Болезни экзокринной части поджелудочной железы:
1. Панкреатит;
2. Травма, панкреатэктомия;
3. Неоплазии;
4. Кистозный фиброз;
5. Гемохроматоз;
6. Фиброкалькулёзная панкреатопатия;
7. Другие инфильтративные и воспалительные заболевания.

D. Эндокринопатии:
1. Акромегалия;
2. Синдром Иценко — Кушинга;
3. Глюкагонома;
4. Феохромоцитома;
5. Тиреотоксикоз;
6. Соматостатинома;
7. Альдостерома;
8. Другие.

E. Сахарный диабет, индуцированный медикаментами или химикатами:
1. Вакор;
2. Пентамидин;
3. Никотиновая кислота;
4. Глюкокортикоиды;
5. Тиреоидные гормоны;
6. Диазоксид;
7. Антагонисты альфа-адренорецепторов;
8. Тиазиды;
9. Дилантин;
10. Альфа-интерферон;
11. Нейролептики[5][6];
12. Другие.

F.
Вирусные и паразитарные инфекции, сопровождаемые постепенным разрушением островков Лангерса поджелудочной, а иногда замещением(в случае эхинококкоза), а также ответственные за неблагоприятное течение энцефалитов(гипоталламический диэнцефальный синдром, гипофизарный диабет при опухолевых и опухолеподобных заболеваний(аденома гипофиза) данной области):
1.Вирусные факторы.
1. Врождённая краснуха;
2. Цитомегаловирус;
3. Вирус паротита, чаще других индуцирующий хронический панкреатит.
4. Вирус Коксаки.
5. Обсуждается роль вирусов гриппа А, Эйнштейна-Барр, вирусов гепатита B и C.  
2. Паразитарные инфекции. В связи с состояниями сопровождаемыми нарушением моторных и ферментных функций желчного пузыря, печени и поджелудочной, а также погрешностей в диете, ими вызываемыми.

1. Описторхоз.
2. Клонокхороз.
3. Парагонимус.
4. Эхинококкоз.
5. Лямблиоз.
6. Кандидоз — в связи с гипергликемией кандидоз слизистых оболочек полости рта, и кандидоз стоп в связи с ангиопатией, является довольно частым спутником диабета

Возможно сочетание сахарного диабета и патогенетической инфекции, его вызвавшей, взаимо-усугубляющих неблагоприятное течение и риски гнойно-септических и гангреозно-некротических осложнений.
G. Необычные формы иммуногенного сахарного диабета:
1. «Stiff-man syndrome» — синдром мышечной скованности, аутоиммунное заболевание ЦНС;
2. Аутоантитела к рецептору инсулина;
3. Другие.

H. Другие генетические синдромы, иногда сочетающиеся с сахарным диабетом:
1. Синдром Дауна;
2. Синдром Клайнфельтера;
3. Синдром Тернера;
4. Синдром Вольфрама;
5. Атаксия Фридрейха;
6. Хорея Гентингтона;
7. Синдром Лоренса — Муна — Барде — Бидля;
8. Миотоническая дистрофия;
9. Порфирия;
10. Синдром Прадера — Вилли;
11. Другие.

## Генетические дефекты функции бета-клеток
Различные формы сахарного диабета могут быть ассоциированы с моногенетическими дефектами функции бета-клеток островков поджелудочной железы. Данная группа заболеваний зачастую характеризуется наличием невысокой гипергликемии в молодом возрасте (до 25 лет) и наследуются по аутосомно-доминантному типу.

## Мутации митохондриального гена
Впервые точечная мутация митохондриального гена описана при синдроме MELAS (митохондриальная миопатия, энцефалопатия, лактатацидоз и инсультоподобные эпизоды).
Наиболее часто точечная мутация митохондриальной ДНК, ассоциированной с сахарным диабетом и глухотой (MIDD), происходит на тРНК гена лейцина. Тем не менее, сахарный диабет не всегда является составляющей частью синдрома.
Среди других этиологических факторов нарушения функции бета-клеток при сахарном диабете 2-го типа — нарушение генов, кодирующих субстрат-1 киназы инсулинового рецептора (IRS-1) и 2-й белок, связывающий жирные кислоты (FABP-2).

## Генетически обусловленные синдромы
Известен ряд генетических синдромов, связанных с развитием инсулинозависимого сахарного диабета или нарушением толерантности к глюкозе:
- обусловленные старением клеток (синдром Вернера и Коккейна),
- обусловленные ожирением, развившимся в результате гиперинсулинизма и инсулинорезистентностью (синдром Прадера — Вилли),
- обусловленные первичным нарушением рецепторов инсулина или наличием антител к ним без нарушения процессов секреции инсулина.